# Резніківський Яр
Резніківський Яр — річка в Україні, у межах Вовчанського району  Харківської області. Ліва притока Вовчої (басейн Сіверського Дінця).

## Розташування
Річка бере початок у селі Різникове. Тече на північний захід по дну однойменної балки. Впадає до Вовчої поблизу села Хрипуни.
Вздовж річки від витоку до гирла розташовані села Різникове та Хрипуни.

## Опис
Довжина річки — 14 км. Площа басейну — 33 км².